# Carlos Miguel Álvarez
Carlos Miguel Álvarez Seibanes (ur. 5 maja 1943 w La Placie) – argentyński kolarz torowy i szosowy, brązowy medalista torowych mistrzostw świata.

## Kariera
Pierwszy sukces w karierze Carlos Álvarez osiągnął w 1964 roku, kiedy zwyciężył w klasyfikacji generalnej szosowego wyścigu Clásica del Oeste-Doble Bragado. Zajął 5. miejsce w torowym wyścigu drużynowym na dochodzenie na igrzyskach olimpijskich w 1964 w Tokio. Trzy lata później wystartował na igrzyskach panamerykańskich w Winnipeg, gdzie zdobył złoty medal w drużynowej jeździe na czas. Na torowych mistrzostwach świata w Montevideo w 1968 roku wspólnie z Juanem Alvesem, Ernesto Contrerasem i Juanem Alberto Merlosem wywalczył brązowy medal w drużynowym wyścigu na dochodzenie. Był to pierwszy w historii medal mistrzostw świata zdobyty przez Argentyńczyków w tej konkurencji. W tym samym roku Álvarez wystąpił na igrzyskach olimpijskich w Meksyku, zajmując piąta pozycję w drużynowej jeździe na czas oraz odpadając wraz z kolegami w eliminacjach drużynowego wyścigu na dochodzenie. Cztery lata później, podczas igrzysk olimpijskich w Monachium był piąty indywidualnie, a wraz z kolegami zajął szesnaste miejsce. Ostatni medal zdobył na rozgrywanych w 1979 roku igrzyskach panamerykańskich w San Juan, gdzie drużyna argentyńska była trzecia w drużynowym wyścigu na dochodzenie.